# Feuer und Zorn: Im Weißen Haus von Donald Trump
Feuer und Zorn: Im Weißen Haus von Donald Trump (Originaltitel: Fire and Fury: Inside the Trump White House) ist ein Enthüllungsbuch des Journalisten Michael Wolff. In den Vereinigten Staaten erschien die gebundene Ausgabe am 5. Januar 2018 im Verlag Henry Holt, einer Tochterfirma der Verlagsgruppe Georg von Holtzbrinck. Die deutschsprachige Übersetzung erschien am 16. Februar 2018 bei Rowohlt. Es behandelt die Wahl und die ersten neun Monate der ersten Präsidentschaft von Donald Trump.
Auszüge erschienen vor der Veröffentlichung im Guardian und dem Magazin New York. Es belegte bereits unveröffentlicht Platz 1 in der Amazon.com-Bestsellerliste und zog zeitweise ein gleichnamiges Buch des kanadischen Historikers Randall Hansen über den Zweiten Weltkrieg mit auf die Bestsellerliste. Niemals zuvor war ein Sachbuch innerhalb kurzer Zeit so häufig verkauft worden, in den USA waren es mehr als zwei Millionen Exemplare innerhalb von vier Wochen. Fire and Fury wurde in 35 Sprachen übersetzt.
Als erstes fremdsprachiges Buch der seit 1961 geführten Liste erreichte es im Januar 2018 vor Erscheinen der deutschsprachigen Ausgabe im Rowohlt Verlag am 16. Februar 2018 die Spiegel-Bestsellerliste der Kategorie Sachbücher auf Platz vier. Journalisten bestätigten das im Buch entworfene Gesamtbild Trumps, jedoch seien einige der Details schlampig recherchiert, unglaubwürdig oder falsch.

## Hintergrund

### Buchtitel
Anfang August 2017 drohte Trump dem nordkoreanischen Diktator Kim Jong-un mit „fire, fury […] the world has never seen“ („Feuer, Wut, […] wie sie die Welt noch nie gesehen hat“). Der Titel des Buches spielt auf diese Äußerung an.

### Geschichte
Im Juni 2016 besuchte Michael Wolff Donald Trump in seinem Anwesen in Beverly Hills und interviewte ihn für den Hollywood Reporter. Trump gefiel dieses Interview, und Wolff schlug nach der Wahl vor, sozusagen als eingebetteter Journalist im Weißen Haus zu recherchieren und ein Buch zu verfassen. So logierte Wolff im Hay-Adams Hotel (gegenüber dem Weißen Haus, am Lafayette Square) und hielt sich – nach eigenen Angaben mit Erlaubnis Trumps – für seine Recherchen im West Wing des Weißen Hauses auf, wo er zu zahlreichen Beamten und Mitarbeitern Kontakte knüpfen konnte. Trump erklärte hingegen im Januar 2018, er habe Wolff keinen Zugang zum Weißen Haus gestattet. Durch die Unerfahrenheit von Trumps Pressestab wurden weder seine Anwesenheit noch seine Tätigkeiten beaufsichtigt; er wurde auch nicht dazu verpflichtet, die Verwendung seines Rohmaterials einzuschränken. Auf diese Weise entstand aufgrund von über 200 Interviews eine Reportage über das Innenleben des Weißen Hauses. Im Auftrag von Trump übermittelte eine Anwaltskanzlei dem Verlag und dem Autor eine Unterlassungsaufforderung (cease and desist letter) gegen die Veröffentlichung des Buches. Die Anwälte werfen Wolff Ehrverletzung und Steve Bannon den Bruch einer Vertraulichkeitsvereinbarung vor.

## Inhalt
„Viele der Berichte darüber, was im Weißen Haus von Trump passiert ist, stehen in Konflikt miteinander; viele sind auf ‚trumpische‘ Weise schlicht unwahr. Diese Konflikte und diese Lockerheit mit der Wahrheit, wenn nicht sogar mit der Wirklichkeit selbst, sind ein elementarer roter Faden des Buches. Manchmal habe ich die Akteure ihre Versionen anbieten lassen, was wiederum dem Leser erlaubt, sie zu beurteilen. In anderen Fällen habe ich durch eine Konsistenz in den Berichten und durch Quellen, denen ich vertraue, eine Version von Ereignissen gefunden, die ich für wahr halte.
Many of the accounts of what has happened in the Trump White House are in conflict with one another; many, in Trumpian fashion, are baldly untrue. These conflicts, and that looseness with the truth, if not with reality itself, are an elemental thread of the book.
Sometimes I have let the players offer their versions, in turn allowing the reader to judge them. In other instances I have, through a consistency in the accounts and through sources I have come to trust, settled on a version of events I believe to be true.“

Laut den bisher veröffentlichten Auszügen hat das Buch unter anderem zum Thema:
- Steve Bannon war über ein Treffen von Donald Trump Jr. und der russischen, Kreml-nahen Anwältin Natalja Wesselnizkaja im 25. Stock des Trump Towers informiert. Er legte nahe, dass die Ermittlungen Robert Muellers über mögliche geheime Absprachen zwischen Russland und Trumps Wahlkampagne berechtigt seien, und dass gegen Donald Trump Jr. der Vorwurf im Raum stehe, für russische Unternehmer Geld gewaschen zu haben.
- Trump ernannte mehrere hochrangige Berater mit unterschiedlichen Hintergründen: Steve Bannon als ehemaligen Leiter der rechtsgerichteten Breitbart News, Reince Priebus als Vertreter der Republikanischen Partei, und Jared Kushner als Unternehmer. Laut Katie Walsh, welche die politischen Aktivitäten des Weißen Hauses koordinieren musste, herrschte ein fast ständiges Gerangel um Kompetenzen und um Entscheidungen, die von den anderen Beratern hintertrieben wurden. Jeder der Berater musste sicherstellen, als Letzter mit Trump zu sprechen – da er sich oftmals nur an die Ratschläge dieser Person erinnerte.
- Trump und seine Kampagnenleiter hätten nie daran geglaubt, dass Trump im November 2016 den Wahlsieg davontragen würde. Trump war verblüfft darüber, dass Spender wie der Milliardär Robert Mercer die Trump-Kampagne mit ihrem eigenen Geld unterstützen wollten, während Trump selbst seiner Kampagne bloß Darlehen gewährte. Als der Wahlsieg tatsächlich eintrat, reagierten die Familie Trump als auch Steve Bannon konsterniert; denn von einem (erfolglosen) Wahlkampf versprachen sich die Beteiligten sowohl eine verbesserte öffentliche Wahrnehmung als auch geschäftliche Chancen. Der Autor stellte daraufhin fest, Trumps Wahlkampf erinnere an die Filmkomödie Frühling für Hitler.

## Rezensionen
Der CNN-Journalist Michael D’Antonio, der auch eine Trump-Biographie publizierte, bestätigte große Teile des erschienenen Buchs. Insbesondere Trumps kurze Aufmerksamkeitsspanne, Frauenfeindlichkeit, Trumps Geringschätzung von Experten als auch eine rassistische Haltung könne er anhand des eigenen Verständnisses als auch der anderer attestieren. Er kritisierte jedoch den Prosastil, der an eine Boulevardzeitung erinnere und den Eindruck erwecke, Wolff hätte selbst den geschilderten Dialogen beigewohnt, und ermahnte die Leser zu einer gewissen Skepsis. Laut New-York-Times-Journalistin Maggie Haberman sind Teile des Buchs falsch. Ihrer Meinung nach erstellt Michael Wolff ein Narrativ, das zwar konzeptuell wahr ist, jedoch viele grundlegende Details falsch wiedergebe. Beispiele hierfür seien falsche Beschreibungen von Vorfällen in der Anfangszeit der Trump-Administration und eine fehlerhafte Charakterisierung eines New-York-Times-Artikels.
Der New-York-Times-Journalist David Brooks bestätigte, dass Wolff bekannt dafür sei, Fakten nicht zu überprüfen. Deshalb werde er nicht jedes Wort im Buch für bare Münze nehmen. Allerdings wiederholt das Buch, was schon aus anderen Quellen berichtet wurde: Der Präsident sei „unfähig“ (unfit) und werde wie ein „Kind“ behandelt.
Washington-Post-Journalist Mark Berman stellte auf Twitter klar, dass er niemals bei Four Seasons gegessen habe, obwohl dies im Buch behauptet wird.
Jim VandeHei und Mike Allen schrieben bei Axios, dass Teile des Buchs schlampig oder falsch seien und teilweise die Vertraulichkeit der Quellen verletzen würden. Allerdings erfasse das Buch Donald Trump ganz richtig als einen „emotional sprunghaften Präsidenten“, den einige Beamte im Weißen Haus gering schätzen würden. Während einige Nachrichtenkanäle wie Vox und The Telegraph klare Anzeichen von Tratsch und Sensationsjournalismus sehen, halten sie weite Teile des Buchs jedoch für wahrheitsgemäß. The Guardian, Evening Standard und die Washington Post sehen im Buch einen Mehrwert.

## Ausgaben
- Michael Wolff: Fire and Fury: Inside the Trump White House. Henry Holt & Co., New York, NY 2018, ISBN 978-1-250-15806-2 (eingeschränkte Vorschau in der Google-Buchsuche).
- Michael Wolff: Fire and Fury: Inside the Trump White House. Audible/Macmillan Audio, New York, NY 2018 (Hörbuch, eingelesen vom Autor, ungekürzt, 11:55 Std.).
- Michael Wolff: Feuer und Zorn: Im Weißen Haus von Donald Trump. Rowohlt Verlag, Reinbek 2018, ISBN 978-3-498-09465-2.